# Флаг Пожарского района
Флаг Пожа́рского муниципального района Приморского края Российской Федерации.
Ныне действующий флаг утверждён 27 января 2009 года и внесён в Государственный геральдический регистр Российской Федерации с присвоением регистрационного номера 4718.
Флаг Пожарского муниципального района составлен на основании герба Пожарского муниципального района по правилам и соответствующим традициям геральдики и отражает исторические, культурные, социально-экономические, национальные и иные местные традиции.

## Первый флаг
Первый флаг Пожарского муниципального района был утверждён 15 декабря 2006 года решением Думы Пожарского муниципального района № 348.

### Описание флага
Флаг Пожарского муниципального района представляет собой прямоугольное полотнище с отношением ширины к длине 2:3, разделено вилообразно на три части (поля № 1, 2, 3).
Внутренний угол равнобедренного треугольника (поле № 1) составляет 90 градусов. Поле № 1 — зелёного цвета, поле № 2 — красного цвета, поле № 3 — синего цвета. В центре поля № 1 расположен герб района.

### Обоснование символики
Полотнище флага Пожарского муниципального района выполнено с использованием геральдических цветов, которые обозначают:
— зелёный (зелень) — цвет надежды, радости, изобилия, благополучия: символизирует уникальную флору и фауну района;
— красный (червлёнь) — цвет мужества, любви, храбрости; символизирует историческую роль первостроителей, основателей Лучегорска, энергию, которой обеспечивает район более половины населения Приморского края;
— синий (лазурь) — цвет величия, верности, доверия, безупречности: символизирует водные ресурсы района, его уникальную минеральную воду «Ласточка», чистоту вод заповедной реки Бикин, чистое небо и чистые помыслы жителей района.

## Действующий флаг
28 января 2009 года, решениями думы Кавалеровского муниципального района № 233-НПА и № 234-НПА были утверждены новые герб и флаг района, принятые думой Кавалеровского муниципального района 27 января 2009 года.

### Описание флага
Прямоугольное полотнище с отношением ширины к длине 2:3, состоящее из двух равновеликих вертикальных полос: голубой и красной; посередине полотнища изображены фигуры герба Пожарского муниципального района: жёлтое кольцо из языков пламени и в его центре чёрная ласточка с белой грудкой.

### Обоснование символики
Крупнейшее предприятие района, расположенное в административном центре Пожарского муниципального района посёлке городского типа Лучегорск — филиал «Лучегорский топливно-энергетический комплекс» ОАО «Дальневосточная генерирующая компания». Предприятие обеспечивает энергией более половины населения Приморского края. На флаге энергия, произведённая местными тружениками, отражена пламенеющими солнечными лучами. Символику энергетической отрасли дополняет красный цвет — символ силы, труда, мужества, красоты, мощи.
Голубой цвет и летящая ласточка отражают уникальную природу Пожарского муниципального района, его водные ресурсы, полезную минеральную воду «Ласточка», чистоту вод заповедной реки Бикин, бескрайнее голубое небо.
Летящая птица — символ полёта, возвышенных устремлений, движения вперёд и чистоты помыслов.
Деление полотнища на две части аллегорически показывает государственную границу с Китайской Народной Республикой, проходящую по западному краю района.
Белый цвет (серебро) — символ чистоты, совершенства, мира и взаимопонимания.
Жёлтый цвет (золото) — символ урожая, богатства, стабильности, уважения, интеллекта.
Чёрный цвет — символ мудрости и скромности.